# Castelo Gauldwell
O Castelo Gauldwell (em inglês:  Gauldwell Castle) foi um castelo do século XVI localizado em Boharm, Moray, Escócia.

## História
W. Douglas Simpson acredita que o castelo é semelhante ao Castelo Rait que é do século XIII e L. Shaw acredita que o castelo foi fixado em Boharm no século XII, provavelmente no local da atual ruína.
Atualmente só existe as fundações, mas aparentemente data entre 1542 a 1700.